# Софронеев, Пётр Спиридонович
Пётр Спиридонович Софронеев (1919—1978) — советский якутский учёный, кандидат исторических наук.
Специалист по социально-экономической истории якутов XVII—XIX и начала XX веков. Им опубликовано более 30 научных работ, в том числе монография «Якуты в первой половине XVIII в.» (Якутск, 1972). Один из составителей и редакторов двухтомного сборника документов и материалов «Коллективизация сельского хозяйства Якутской АССР» и соавтор коллективного научного отчета «Крестьянство Якутии в советский период».

## Биография
Родился 12 июля 1919 года в Теинском наслеге Средневилюйского улуса в крестьянской семье Спиридона Петровича и Анны Михайловны Софронеевых. С 1933 года родители были колхозниками, а затем — рабочими Кобяйского совхоза.
В 1935 году Пётр окончил Кокуйскую начальную школу, а в 1936 году — Кобяйскую семилетнюю школу. С 1936 по 1939 год учился на Якутском педагогическом рабфаке; с сентября по ноябрь 1939 года — на историческом факультете Якутского педагогического института (ныне Северо-Восточный федеральный университет имени М. К. Аммосова), но оставил учёбу по состоянию здоровья и уехал на родину. С декабря 1939 по июнь 1942 года работал учителем Теинской начальной школы.
В июне 1942 года был призван Якутским РВК в ряды Красной армии, где находился по февраль 1946 года. После прохождения учебно-боевой подготовки на Урале в Миассе, был зачислен в 21-ю отдельную гвардейскую минометную бригаду. Участвовал в освобождении Румынии, Польши, Чехословакии и Германии. Демобилизовавшись, вернулся на родину и с июня 1946 по август 1948 года работал заведующим Теинской начальной школы; с августа 1948 по август 1950 года — директором Танаринской семилетней школы.
Решив получить высшее образование, снова поступил в Якутский пединститут, который окончил в 1954 году, получив квалификацию учителя средней школы. Во время учёбы в вузе был сталинским стипендиатом, в 1953—1954 годах избирался в Якутский городской Совет депутатов трудящихся. С августа 1954 по октябрь 1956 года Пётр Софронеев был завучем Среднеколымской средней школы, в 1955—1956 годах избирался в Среднеколымский городской Совет депутатов трудящихся.
С ноября 1956 по ноябрь 1959 года Софронеев учился в аспирантуре Якутского филиала Сибирского отделения Академии наук СССР по специальности «История СССР». Диссертацию на тему «Якуты в первой половине XVIII века» защитил в 1971 году. Работал с 1959 года в Института языка, литературы и истории Якутского филиала Сибирского отделения Академии наук СССР: 1959—1964 годы — младший научный сотрудник, 1964—1970 годы ученый секретарь, 1970—1975 годы — младший научный сотрудник, 1975—1978 годы — старший научный сотрудник института.
Скоропостижно скончался 4 декабря 1978 года в городе Якутске. Похоронен в Теинском наслеге Кобяйского района.
Был награждён медалями «За боевые заслуги» (1944) и «За победу над Германией в Великой Отечественной войне 1941—1945 гг.» (1945). В 1974 году был удостоен Почетной грамоты Президиума Верховного Совета Якутской АССР.